# Oftalmološki pregled
Cjelovit očni pregled sastoji se od niza pregleda koje izvode oftalmolog, optometrist ili ortoptičar, kojima se ispituju pacijentov vid,i sposobnost fokusiranja na objekte, te mnoga druga ispitivanja očiju i funkcije vida. Svi bi ljudi trebali redovito odlaziti na preglede očiju, kao dio primarne zdravstvene zaštite, osobito zato što su mnoge očne bolesti „tihe“ ili asimptomatske.
Očnim se pregledom mogu otkriti bolesti koje potencijalno mogu uzrokovati sljepoću, očne manifestacije neke sistemske bolesti, ili znakove tumorskih bolesti, nekih anomalija mozga itd. (vidi Popis sistemnih bolesti praćenih očnim promjenama).

### Priprema
U idealnim uvjetima, očni se pregled sastoji od vanjskog pregleda oka, upotpunjenim specifičnim testovima za oštrinu vida, pupilarnu funkciju, pokretljivost vanjskih očnih mišića, vidna polja, mjerenjem očnog tlaka i oftalmoskopijom kroz proširenu zjenicu.
Minimalni pregled oka sastoji se od testova oštrine vida, zjenične funkcije i mjerenja pokretljivosti vanjskih očnih mišića, a uključuje i direktnu oftalmoskopiju kroz neproširenu zjenicu.

## Osnovni pregled

### Vanjski pregled
Vanjski pregled očiju sastoji se od pregleda kapaka, okolnih tkiva i vjeđnog rasporka. Poželjna je i palpacija (ispipavanje) ruba orbite, no to ovisi o simptomima. Spojnica oka i bjeloočnica pregledavaju se tako da pacijent pogleda prema gore, liječnik izvrne donju, pa gornju vjeđu, osvjetljavajući ih ručnom svjetiljkom (ili biomikroskopom). Na sličan se način mogu pregledati šarenica i rožnica.

## Oštrina vida
Oštrina vida je sposobnost oka da razabire fine detalje i označava kvantitativno mjerenje sposobnosti oka da uoči sliku u fokusu na određenoj udaljenosti. Standardna definicija normalne oštrine vida (20/20 ili 6/6) jest sposobnost oka da jasno vidi i razluči dvije točke odvojene kutom od jedne lučne minute. Izrazi 20/20 i 6/6 dobiveni su od objekata standardizirane veličine koje „osoba normalnog vida“ vidi na određenoj udaljenosti. Na primjer, ako osoba na udaljenosti od 6 metara vidi predmet koji se i normalno može vidjeti na udaljenosti od 6 metara, onda je oštrina vida te osobe 6/6. Ako osoba na 6 metara vidi predmet koji normalna osoba vidi na 12 metara, onda je oštrina vida te osobe 6/12. Primjerice, ako osoba ima problema s uočavanjem predmeta na većoj udaljenosti,  i tek na 6 metara vidi ono što osoba normalna vida vidi na 60 metara, onda je vid te osobe 6/60. Izraz 20/20 češće se upotrebljava u SAD i označava udaljenost u stopama.
Vidna se oštrina najčešće mjeri Snellenovim optotipom.

### Zjenične funkcije
Pregled zjenične funkcije uključuje pregled veličine zjenica (jesu li jednake; razlika od 1 mm ili manja smatra se normalnom), oblika, reakcije na svjetlost te direktnu i konsenzualnu reakciju.
Test njišućom ručnom svjetiljkom koristi se ako se sumnja na neurološka oštećenja. Taj je test najkorisniji klinički test dostupan obiteljskom liječniku za pregled eventualnih anomalija vidnog živca. Njime se detektira defekt aferentnog luka zjenične reakcije, poznat kao Marcus Gunnova zjenica. Pri normalnoj reakciji, kada jednu zjenicu izložimo svjetlosti, obje se zjenice suze. Pri pomicanju svjetiljke s oka, obje se zjenice šire, no kada svjetlost dopre do drugog oka, obje se ponovo suze.
Pri postojanju defekta eferentnog luka zjenične reakcije lijevog oka, lijeva će zjenica ostati proširena, neovisno o tome obasjava li ju svjetlo, dok će desna zjenica reagirati normalno. Pri postojanju defekta aferentnog luka zjenične reakcije lijevog oka, obje će se zjenice proširiti kada obasjamo lijevu zjenicu, no obje će se suziti kada osvijetlimo desno oko.
Ako uočimo manju zjenicu na jednom oku, no s normalnom reakcijom na svjetlost, najvjerojatnije nije riječ o neuropatiji. No, ako je isto udruženo s ptozom gornjeg kapka, može biti riječ o Hornerovom sindromu.
Ako je zjenica mala, nepravilnog oblika i slabe reakcije na svjetlost, no normalne reakcije na akomodaciju, riječ je o Argyll Robertsonovoj zjenici. 

### Bulbomotorika
Bulbomotoriku uvijek treba testirati, pogotovo ako se pacijent žali na dvoslike, ili ako liječnik sumnja na neku neurološku bolest. Liječnik prvo treba vizualno procijeniti postoji li devijacija očiju kao posljedica strabizma, disfunkcije vanjskih mišića oka ili paralize kranijalnih živaca koji inerviraju vanjske mišiće oka. Sakade se utvrđuju tako što pacijent brzo usmjerava pogled prema nekom cilju krajnje desno, lijevo, gore i dolje. Ovaj test sakadične disfunkcije, zbog kojeg loša mogućnost očiju da «skaču» s jednog mjesta na drugo, može utjecati na čitanje i druge sposobnosti. 
Sporo praćenje, ili «potrage», procjenjuju se testom «slijedi moj prst» u kojem ispitivačev prst ide po «dvostrukoj H» liniji koja dodiruje osam polja pogleda. Tim se ispituju donji, gornji, medijalni i lateralni pravi mišići oka, te također gornji i donji kosi mišić.

### Ispitivanje vidnog polja (test konfrontacije)
Procjena vidnog polja nikad se ne smije izostaviti iz osnovnog pregleda oka. Ispitivanje vidnog polja se sastoji od konfrontacijskog testa u kojem se svako oko zasebno ispituje da bi se utvrdila širina perifernog vidnog polja. Da bi se test izveo, ispitanik mora zatvoriti jedno oko, dok drugo mora fiksirati na ispitivačevo oko. Od ispitanika se zatim zatraži da kaže koliko vidi prstiju, nakon što mu se nakratko pokažu u svakom od četiri kvadranta. Ova metoda je povlaštena u odnosu na test «mahanja prstom» koji je prije korišten, zato što predstavlja brz i efikasan način da se odgovor na isto pitanje: da li je periferno vidno polje zahvaćeno?  
Česta problematika vidnog polja su skotomi (područja smanjenog vida), hemianopsija (izgubljena polovica vidnog polja), homonimna kvadrantopsija (uključena oba oka) i bitemporalna hemianopsija.

### Očni tlak
Očni tlak se može mjeriti tonometrijskim uređajima koji su dizajnirani da mjere otjecanje (i otpor otjecanju) sobne vodice u oku. Diatonov tonometar može mjeriti očni tlak preko kapka, bez neposrednog kontakta s očnom jabučicom.

### Oftalmoskopija
Oftalmoskopski pregled uključuje vizualni pregled unutrašnjih očnih struktura pod povećanjem, te također procjenu kvalitete crvenog odraza oka. Oftalmoskopija omogućuje direktno gledanje mrežnice i drugih tkiva na očnoj pozadini. Ovo je najbolje učiniti nakon što se zjenice prošire očnim kapima. Kroz neproširenu zjenicu se može dobiti ograničen pogled, najbolji rezultati se dobiju u zamračenoj prostoriji u kojoj pacijent gleda u suprotan kut sobe. Prikaz optičkog diska i krvnih žila mrežnice je glavni cilj tijekom oftalmoskopskog pregleda. Nepravilnosti u prikazivanju ovih unutrašnjih struktura mogu ukazivati na bolest oka. 
Crveni odraz se može vidjeti na pacijentovoj zjenici tijekom direktne oftalmoskopije. Ovaj dio pregleda se radi s udaljenosti od oko 50 cm i obično je simetričan između dva oka. Mutnina može ukazivati na kataraktu.

### Biomikroskopija
Detaljan pregled prednjih očnih struktura i očnih adneksa često se radi procjepnom svjetiljkom montiranom na biomikroskop. Na oko se projicira mala zraka svjetlosti kojoj se može mijenjati visina, širina, upadni kut, orijentacija i boja. Često je tijekom pregleda zraka svjetlosti sužena kroz vertikalni procijep. Promatrač gleda osvijetljene očne strukture kroz optički sistem koji uvećava sliku oka.
Ovo omogućava pregled svih očnih medija od rožnice do staklovine, uz uvećanu sliku vjeđa i drugih vanjski struktura oka. Bojenje fluoresceinom prije pregleda može otkriti abrazije rožnice i infekciju herpes simpleks virusom.
Pregled biomikroskopom pruža stereoskopski povećanu i izuzetno detaljnu sliku očnih struktura, što omogućava donošenje točne anatomske dijagnoze za raznovrsne poremećaje oka. Biomikroskopom se uz pomoć posebnih leća također mogu vršiti oftalmoskopski i gonioskopski pregledi. To su Goldmannova trozrcalna leća, gonioskopska jednozrcalna, ili Zeissova četverozrcalna leća za pregled kuta prednje očne sobice, te asferične +90D leće, +78D leće i Hrubyjeva (-56D) leća za pregled mrežnice.

## Dodatne pretrage

### Kornealna pahimetrija
Kornealna pahimetrija je ultrazvučno mjerenje debljine rožnice.

## Vanjske poveznice

### Ostali projekti
|  | Zajednički poslužitelj ima još gradiva o temi Očni pregled |